# Hội nghị Lư Sơn lần thứ 3
Hội nghị toàn thể lần thứ 2 Ủy ban Trung ương khóa 9 Đảng Cộng sản Trung Quốc (còn được gọi Hội nghị toàn thế lần thứ 2 khóa 9 hay hội nghị Lư Sơn năm 1970) diễn ra từ ngày 23/8-6/9/1970 tại Lư Sơn là Hội nghị thứ 3 được tổ chức ở Lư Sơn, nên còn được gọi Hội nghị Lư Sơn lần thứ 3. Hội nghị liên quan trực tiếp đến người kế vị trong Đảng, Lâm Bưu và sự kiện 13/9/1971, do đó Hội nghị trở thành quan trọng trong lịch sử Đảng Cộng sản Trung Quốc. Sau Hội nghị Lâm Bưu và Mao Trạch Đông trở thành đối đầu nhau.